# 罗恩·佩里
罗恩·佩里（英語：Ron Perry）是美國唱片公司高層。佩里現擔任哥伦比亚唱片的董事長兼首席執行官。